# Palais de la paix et de la réconciliation
Le palais de la Paix et de la réconciliation (en kazakh : Бейбітшілік пен келісім сарайы), ou palais de la Paix et de la concorde, ou encore pyramide de la Paix est un bâtiment religieux et culturel de forme pyramidale construit en 2006 à Astana au Kazakhstan. Conçu par Foster + Partners, avec un sommet en vitriol et des fenêtres par l'artiste architectonique Brian Clarke. Le palais a été construit pour abriter le Congrès triennal des chefs de file des religions du monde et traditionnelles, et achevé en 2006.

## Description
Le bâtiment mesure 62 mètres de hauteur. 
La partie pyramidale du bâtiment est haute de 62 m, d'une base de 62 m par 62 m, et posée sur un bloc de 15 m de haut masqué par des terrassements. Toute la structure a été faite au-dessus du niveau du sol. Même si le parc environnant recouvre les niveaux inférieurs, ceux-ci ne constituent pas le sous-sol du bâtiment. L'entrée à la pyramide se fait par le sous-sol.
La construction est en cadres d'acier pour la pyramide, et en béton pour la partie inférieure. Les ingénieurs ont dû prendre en considération la dilatation thermique due à des variations de température d'une amplitude de 80 °C (de -40 °C à +40 °C), qui entraine une expansion du bâtiment jusqu'à 30 cm. Le haut de la pyramide est constitué de panneaux de verre, qui laissent pénétrer la lumière, amplifiée par une lentille, dans tout l'édifice. Le centre de la pyramide est en effet laissé vide pour laisser passer la lumière. Cinq ascenseurs en diagonale le long des parois de la pyramide ont été mis en place pour éviter d'encombrer le centre, selon un angle de 60 degrés.

## Design et construction
Le bâtiment a été conçu par l'agence Foster + Partners et Tabanlıoğlu Architects (en), et construit par Sembol COnstruction. Le coût de la construction est estimé à 8,74 milliards de tenge, soit 58 millions de dollars. Le palais a ouvert le 2 septembre 2006.

## Utilisation et symbolique
La pyramide a été spécialement conçue pour accueillir le Congrès des Dirigeants des Religions traditionnelles du monde (en). Elle est conçue pour accueillir différentes religions : judaïsme, islam, christianisme, bouddhisme, hindouisme, taoïsme et autres religions. Elle contient également une salle d'opéra de 1500 places, le musée national de la culture, une nouvelle "université des civilisations", et une bibliothèque et un centre de recherche sur les ethnies et groupes géographiques du Kazakhstan. La forme pyramidale est conçue comme un centre global de compréhension des religions, de renonciation à la violence et de promotion de la foi et de l'égalité des hommes.
La Pyramide de la Paix exprime l'esprit du Kazakhstan, où les différentes cultures, traditions et ethnies cohabitent en paix, harmonie et concorde. Dans la lumière bleu clair et dorée (couleurs du drapeau du Kazakhstan) des vitres de la chambre circulaire, 200 représentants des principales religions et fois du monde se rencontrent tous les trois ans. La chambre circulaire est conçue sur le modèle de la salle du Conseil de sécurité des Nations unies à New York.
Le Festival International d'Astana des films d'action (en) s'y est tenu en 2011 et 2013.

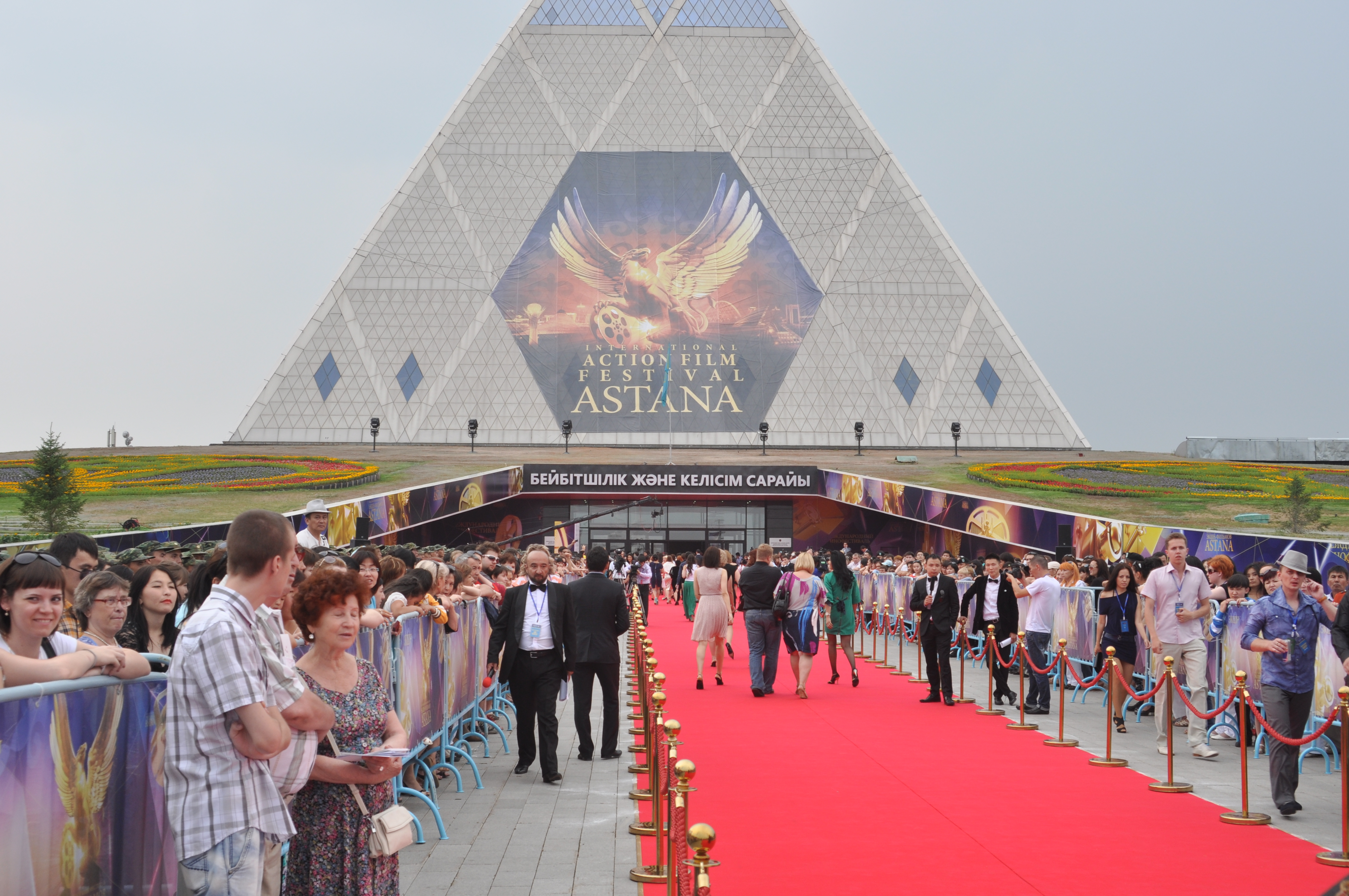
Tapis rouge au Festival International d'Astana des Films d'Action.

L'Ambassade de France au Kazakhstan y a célébré la fête nationale française le 12 juillet 2019.
Certains voient dans le palais un symbole des illuminati.